# P/1996 R2 Lagerkvist
P/1996 R2 Lagerkvist é um cometa descoberto por Claes-Ingvar Lagerkvist em 10 de setembro de 1996.